# ژلیکو شاکیچ
ژلیکو شاکیچ (کرواتی: Željko Šakić؛ زادهٔ ۱۴ آوریل ۱۹۸۸) بازیکن بسکتبال اهل کرواسی است. وی در بازی‌های المپیک تابستانی ۲۰۱۶ شرکت کرده‌است.